# Christiaan Albrecht van Sleeswijk-Holstein-Gottorp
Christiaan Albrecht van Sleeswijk-Holstein-Gottorp (Slot Gottorf, 3 februari 1641 — aldaar, 6 januari 1695) was een zoon van hertog Frederik III van Sleeswijk-Holstein-Gottorp en van Maria Elisabeth van Saksen. Hij volgde zijn vader op als hertog van Sleeswijk-Holstein-Gottorp in 1659. In 1665 stichtte hij de universiteit van Kiel. Van 1655 tot 1666 werd hij ook prins-bisschop van Lübeck.
Heel zijn leven bevocht Christiaan Albrecht de Denen. Zijn huwelijk in 1667 met Frederika Amalia, de dochter van koning Frederik III van Denemarken, kon daar niets aan verhelpen. Holstein werd door de Denen bezet. Van 1675 tot 1679 en van 1684 tot 1689 leefde hij noodgedwongen als balling in Hamburg. Om de tijd zo aangenaam mogelijk te passeren waren Johann Adam Reincken, hij en zijn kapelmeester Johann Theile betrokken bij de oprichting van een opera in Hamburg. Aanvankelijk werd gespeeld in de refter van de dom, maar later vanwege allerlei protesten in een gebouw aan de Gänsemarkt.
Na tussenkomst van keizer Leopold I kon hij naar zijn gebied terugkeren. Christiaan Albrecht zocht toenadering tot Zweden, dat evenwel in conflict was verwikkeld met Rusland.

## Kinderen
1. Sophia Amalia (1670-1710), in 1695 gehuwd met August Willem van Brunswijk-Wolfenbüttel
2. Frederik IV van Sleeswijk-Holstein-Gottorp (1671-1702)
3. Christiaan August van Sleeswijk-Holstein-Gottorp (1673-1726)
4. Maria Elisabeth (1678- 1755), abdis van Quedlinburg.

### Voorvaderen
| Christiaan Albrecht van Sleeswijk-Holstein-Gottorp             | Christiaan Albrecht van Sleeswijk-Holstein-Gottorp                                              | Christiaan Albrecht van Sleeswijk-Holstein-Gottorp                                              | Christiaan Albrecht van Sleeswijk-Holstein-Gottorp                                              | Christiaan Albrecht van Sleeswijk-Holstein-Gottorp                                              | Christiaan Albrecht van Sleeswijk-Holstein-Gottorp                                               | Christiaan Albrecht van Sleeswijk-Holstein-Gottorp                                               | Christiaan Albrecht van Sleeswijk-Holstein-Gottorp                                               | Christiaan Albrecht van Sleeswijk-Holstein-Gottorp                                               |
| -------------------------------------------------------------- | ----------------------------------------------------------------------------------------------- | ----------------------------------------------------------------------------------------------- | ----------------------------------------------------------------------------------------------- | ----------------------------------------------------------------------------------------------- | ------------------------------------------------------------------------------------------------ | ------------------------------------------------------------------------------------------------ | ------------------------------------------------------------------------------------------------ | ------------------------------------------------------------------------------------------------ |
| Overgrootouders                                                | Adolf van Sleeswijk-Holstein-Gottorp (1526–1586) ∞ Christina van Hessen (1543-1604)             | Adolf van Sleeswijk-Holstein-Gottorp (1526–1586) ∞ Christina van Hessen (1543-1604)             | Frederik II van Denemarken (1534-1588) ∞ 1572 Sophia van Mecklenburg-Güstrow (1557-1631)        | Frederik II van Denemarken (1534-1588) ∞ 1572 Sophia van Mecklenburg-Güstrow (1557-1631)        | Keurvorst Christiaan I van Saksen (1560–1591) ∞ 1582 Sophie van Brandenburg (1568–1622)          | Keurvorst Christiaan I van Saksen (1560–1591) ∞ 1582 Sophie van Brandenburg (1568–1622)          | Hertog Albrecht Frederik van Pruisen (1553–1618) ∞ 1573 Maria Eleonora van Gulik (1550–1608)     | Hertog Albrecht Frederik van Pruisen (1553–1618) ∞ 1573 Maria Eleonora van Gulik (1550–1608)     |
| Grootouders                                                    | Johan Adolf van Sleeswijk-Holstein-Gottorp (1575–1616) ∞ Augusta van Denemarken (1580-1639)     | Johan Adolf van Sleeswijk-Holstein-Gottorp (1575–1616) ∞ Augusta van Denemarken (1580-1639)     | Johan Adolf van Sleeswijk-Holstein-Gottorp (1575–1616) ∞ Augusta van Denemarken (1580-1639)     | Johan Adolf van Sleeswijk-Holstein-Gottorp (1575–1616) ∞ Augusta van Denemarken (1580-1639)     | Keurvorst Johan George I van Saksen (1585–1656) ∞ 1607 Magdalena Sibylla van Pruisen (1586-1659) | Keurvorst Johan George I van Saksen (1585–1656) ∞ 1607 Magdalena Sibylla van Pruisen (1586-1659) | Keurvorst Johan George I van Saksen (1585–1656) ∞ 1607 Magdalena Sibylla van Pruisen (1586-1659) | Keurvorst Johan George I van Saksen (1585–1656) ∞ 1607 Magdalena Sibylla van Pruisen (1586-1659) |
| Ouders                                                         | Frederik III van Sleeswijk-Holstein-Gottorp (1597–1659) ∞ Maria Elisabeth van Saksen(1610-1684) | Frederik III van Sleeswijk-Holstein-Gottorp (1597–1659) ∞ Maria Elisabeth van Saksen(1610-1684) | Frederik III van Sleeswijk-Holstein-Gottorp (1597–1659) ∞ Maria Elisabeth van Saksen(1610-1684) | Frederik III van Sleeswijk-Holstein-Gottorp (1597–1659) ∞ Maria Elisabeth van Saksen(1610-1684) | Frederik III van Sleeswijk-Holstein-Gottorp (1597–1659) ∞ Maria Elisabeth van Saksen(1610-1684)  | Frederik III van Sleeswijk-Holstein-Gottorp (1597–1659) ∞ Maria Elisabeth van Saksen(1610-1684)  | Frederik III van Sleeswijk-Holstein-Gottorp (1597–1659) ∞ Maria Elisabeth van Saksen(1610-1684)  | Frederik III van Sleeswijk-Holstein-Gottorp (1597–1659) ∞ Maria Elisabeth van Saksen(1610-1684)  |
| Christiaan Albrecht van Sleeswijk-Holstein-Gottorp (1641–1695) |                                                                                                 |                                                                                                 |                                                                                                 |                                                                                                 |                                                                                                  |                                                                                                  |                                                                                                  |                                                                                                  |